# THE SHOW CARRIES ON!
『THE SHOW CARRIES ON!』（ザ・ショー・キャリーズ・オン）は1987年9月21日に発売されたANTHEMのライブ・アルバムである。本記事では2005年に発売された同作のComplete Versionについても取り扱う。

## 概要
1987年6月5日、ロサンゼルスにあるライブハウス「カントリー・クラブ」で行われた初の海外公演の模様を収録しているが、ボーカル・パートの殆んどは帰国後にスタジオで収録されたものに差し替えられ、ギターも一部オーバー・ダビングされている。
後述の2005年発売のComplete Versionリリースに伴い、現在廃盤となっている。

## 収録曲
1. LIMITED LIGHTS
2. MACHINE MADE DOG
3. EMPTY EYES
4. SHOW MUST GO ON!
5. SOLDIERS
6. BLACK EYED TOUGH
7. BOUND TO BREAK
8. LAY DOWN
9. STEELER
10. WILD ANTHEM
11. HEADSTRONG

## 参加メンバー
- 柴田直人 - ベース
- 福田洋也 - ギター
- 大内貴雅 - ドラムス
- 坂本英三 - ボーカル

## THE SHOW CARRIES ON! -Complete Version-
『THE SHOW CARRIES ON! -Complete Version-』（ザ・ショー・キャリーズ・オン・コンプリート・バージョン）は2005年6月22日に発売されたANTHEMのライブ・アルバムである。

## 概要
前述の1987年リリース作Complete Version。ボーカル・パート、ギターのオーバー・ダビングも差し替えられる前のオリジナルの状態で収録されている。ボーナス・トラックとして、1987年7月2日に渋谷公会堂行われたライブから3曲収められている。初回プレス盤のみジャケットに表示されているバンド名が「AHTHEM」となっていた。

## 収録曲

### DISC 1
1. LIMITED LIGHTS（Instrumental）
2. MACHINE MADE DOG
3. EMPTY EYES
4. SHOW MUST GO ON!
5. SOLDIERS
6. BLACK EYED TOUGH
7. BOUND TO BREAK
8. GUITAR SOLO / DRUM SOLO
9. HEADSTRONG

### DISC 2
1. NIGHT AFTER NIGHT
2. LAY DOWN
3. ROCK 'N' ROLL STARS
4. STEELER
5. WILD ANTHEM
6. SOLDIERS（ボーナス・トラック）
7. ROCK 'N' ROLL SURVIVOR（ボーナス・トラック）
8. WARNING ACTION!（ボーナス・トラック）

## 参加メンバー
- 柴田直人 - ベース
- 福田洋也 - ギター
- 大内貴雅 - ドラムス
- 坂本英三 - ボーカル